# Bolculești
Bolculești – wieś w Rumunii, w okręgu Ardżesz, w gminie Valea Danului. W 2011 roku liczyła 182 mieszkańców.